# Строги природни резерват Кожњар
Строги природни резерват „Кожњар“ је станиште дивокозе која је ретка врста дивљачи у Србији. Налази се на територији општине Дечани, на Косову и Метохији. За строги резерват природе је установљен 1955. године на површини од 150 ha.
Подручје које је овим решењем проглашено прибежиштем за дивокозе веома је погодно за њихово размножавање и одржавање, јер има доста шуме, кршева, врлети и воде, а надморска висина се креће од 1200 - 1727 метара. Овакав терен представља идеално склониште за дивокозе па оне овде преко читаве године имају све повољне услове за опстанак.

## Решење - акт о оснивању
Решење број 337 - Завода за заштиту природе и научно проучавање природних реткости НР Србије. Службени Гласник НРС бр. 13/56, стр. 306.